# Renaissance Montegnée
Pour les articles homonymes, voir Renaissance (homonymie).
Ne pas confondre avec le JS Athénée de Montegnée, un autre club montagnards de handball
Maillots
Dernière mise à jour : 20 janvier 2022.
La Renaissance Montegnée est un club belge de handball situé à Montegnée dans la commune de Saint-Nicolas près de Liège.
Fondé en 1967, la Renaissance fut finaliste de la Coupe de Belgique alors qu'il évoluait en division 2.Dans les années 80, il fusionne avec le Progrès HC Seraing, hérite de son matricule, perd le sien et se renomme le RPSM, soit  Renaissance Progrès Seraing Montegnée.
Cette fusion permet au club d'évoluer deux saisons au sein de l'élite. Pour la saison 2022/2023, le club évolue en Division 2 (2e niveau). Le club est affilié à la LFH.

## Histoire

### Les débuts
Le club fut fondé en 1967 par Joseph Huybrechts, un membre de la section gymnastique de la Renaissance.
Il joua son tout premier match face au club des Cahottes.
Par la suite, en 1971 alors que le club évoluait en division 2, il réussit à réaliser l'exploit de se hisser en finale de Coupe de Belgique.
Une finale où la formation liégeoise dut affronter l'équipe anversoise du KV Sasja HC Hoboken, pensionnaire de division 1, lors d'une rencontre où malheureusement pour la Renaissance, Sasja remporta la finale sur le score de 17 à 13.

### Le RPSM
Tout s'accéléra dans les années 80 pour la Renaissance où elle fusionna avec le Progrès HC Seraing dans le but d'accéder en division 1 et ainsi forme le RPSM, soit la  Renaissance Progrès Seraing Montegnée.
Une fusion où la Renaissance perd son matricule pour obtenir ainsi le matricule 49, celui du Progrès HC Seraing qui avec cette fusion essayait de retrouver sa gloire d'entant, lui qui dans les années 60 et années 70 remporta en tous quatre trophées et cumula deux parcours en coupe d'Europe mais qui après une relégation en 1982 n'est plus arrivé à retrouver cette élite.
Ainsi, bien que cette fusion fut pour certains la reprise du matricule du Progrès par la Renaissance, elle se veut tout même bénéfique pour les deux camps, pour la Renaissance qui ainsi pourra enfin évoluer au plus haut niveau et pour le PHC Seraing qui pourra retrouver ce plus haut niveau.
Et cet objectif de rejoindre enfin l'élite est ainsi fixé lors de la 1988/1989 où l'équipe se trouvait sous la houlette de Pierre Chapaux qui put par exemple aligner l'ex-joueur de l'Union beynoise, le polonais Cieckiewicz. 
Pourtant, lors de cette saison, bien que le RPSM fut presque irréprochable lors de la saison régulière en Division 2B, il finit par succomber lors des Play-offs et vu le Sporta Evere et surtout leurs voisins du ROC Flémalle et de la Jeunesse Jemeppe accéder au plus haut niveau du handball belge.
Énorme désillusion pour la direction du RPSM qui limogea Pierre Chapaux et choisit comme nouvel entraîneur, l'ancien international belge et ancien entraîneur du SHC Angleur, Jean-Claude Méode avec comme même objectif, l'accession en division 1.
Ce que Méode réussit à faire la saison suivante, une monté en compagnie des clubs du HC Eynatten, du HK Waasmunster et du HV Arena Hechtel où le RPSM avec un budget assez restreint ne put se renforcer comme l'aurait voulu l’entraîneur Jean-Claude Méode et ainsi, le but du club fut simplement de s'incruster parmi l'élite dans lequel les trois autres montants ne sont pas supérieur que lui.
Ce que les hommes de Jean-Claude Méode réussir à exécuter puisque le RPSM grappilla 13 points sur le total de la saison et parvenu à terminer 10e, soit premier non-relégable.
Lors de la saison 1991/1992, le club doit faire face à de nombreux départ dont le gardien Gianni Dolce ainsi que Yves Joiris en plus de ça, le RPSM doit  faire également face au départ de Jean-Claude Méode qu'il remplace par Henri Vandyck, ancien entraîneur de l'Union beynoise, mais celui-là jette assez vite l'éponge et est remplacé par son adjoint, Eddy Bonten.

### Le club sous sa forme actuelle
Les années passèrent et aujourd'hui la Renaissance Progrès Seraing Montegnée et redevenu la Renaissance Montegnée.
En 2015 alors en D1 LFH (division 3), le club annonce le forfait générale de son équipe, lors de la saison 2017/2018, une équipe première est reformée mais termine dernière de la Promotion Liège, quatrième et dernier échelon de la hiérarchie du handball belge pour un club liégeois.
Durant l'été 2018, le club fusionne avec le HC 200 Ans et se renomme la Renais'Ans Montegnée.

### Historiques
- 1967: Fondation de la Renaissance Montegnée et du matricule ???.
- 1967: Premier match face aux Cahottes HC.
- 1971: Finale de la Coupe de Belgique face au KV Sasja HC Hoboken, le club mosan est défait 17 à 13.
- ? (dans les années 80) : Fusion avec le matricule 049 du Progrès HC Seraing, le club formé se renomma Renaissance Progrès Seraing Montegnée, soit RPSM.
- 1990: Le club monte en division 1.
- 1993: Le club est relégué de la division 1.
- 2015: Forfait générale de l'équipe première qui évoluait en D1 LFH (division 3)

### Surnoms
- Les Rats[10]
- Les montagnards
- La Renaissance

## Joueurs célèbres

### Présidents
- Henry Vandyck
- Achille Vancraywinkel

### Entraineur célèbres
- Alfred Cieckwicz
- Alain Bourlet

### Joueurs célèbres
- Christophe Bourlet
- Alain Bourlet
- Alfred Cieckwicz
- Vojta Storc
- Yves Joiris
- Dolce
- Jean-Marc Machiroux
- Grevesse
- Didier Jamotte
- Philippe Delcominette
- Marc Wathieu

## Logo

Ancien logo
logo actuel